# Nierembergia
Nierembergia és una espècie de planta dins la família de les solanàcies. Rep el seu nom científic pel cognom del místic jesuïta espanyol Juan Eusebio Nieremberg (1595-1658). Algunes de les seves espècies figuren a Espanya dins la llista de plantes de venda regulada.

## Taxonomia
- Nierembergia rivularis
- Nierembergia scoparia (cupflower)
- Nierembergia veitchii